# Säkerställda obligationer
Säkerställda obligationer är obligationer med säkerhet bestående av hypotekskrediter som är förenade med inteckning i bland annat fast egendom där kreditinstitutet garanterar skulden till investeraren och hanterar avbetalningen eller övertar panten.
Under 1990-talet och början av 2000-talet införde många europeiska länder lagstiftning kring säkerställda obligationer.

## Sverige
Från och med juli 2004 kan kreditinstitut i Sverige emittera säkerställda obligationer. Under tidsperioden 2006 till 2008 använde de större svenska bankerna detta regelverk för att omvandla sina bostadsobligationer till säkerställda obligationer.

### Regelverk kring säkerhetsmassa och fyllnadssäkerheter
Säkerställda obligationer garanteras av en särskild säkerhetsmassa. Denna får bestå av krediter som lämnats mot inteckning i fastigheter, bostadsrätt med mera, krediter med borgen av svenska staten och svenska kommuner, samt krediter till stat och kommun (även vissa utländska stater och kommuner accepteras). Säkerhetsmassan får även till högst 20 % bestå av så kallade fyllnadssäkerheter. Som fyllnadssäkerheter kan användas bland annat kassa, fordringar på svenska staten och kommuner och utländska stater och kommuner, samt kortfristiga fordringar på utländska kreditinstitut.
Hypotekskrediter får ingå i säkerhetsmassan med ett högsta belopp som beror på säkerheten för krediten:
- 75 % av värdet på bostadsfastighet eller bostadsrätt
- 70 % av värdet på jordbruksfastighet
- 60 % av värdet på kontors- och affärsfastighet

Krediter som garanteras av kommun eller staten, samt krediter till kommun eller staten får ingå med hela beloppet.